# Streblocera quinaria
Streblocera quinaria är en stekelart som beskrevs av Chou 1990. Streblocera quinaria ingår i släktet Streblocera och familjen bracksteklar. Inga underarter finns listade i Catalogue of Life.